# Rutkowski II
Rutkowski II – polski herb szlachecki, odmiana herbu Bończa.

## Opis herbu
Opis zgodnie z klasycznymi regułami blazonowania:
W polu błękitnym jednorożec skaczący srebrny z wieńcem ruty zielonym na szyi. 
Klejnot: Pięć piór strusich. 
Labry: Błękitne, podbite srebrem.

## Herbowni
Rutkowski.